# StatCounter
StatCounter是一個網站流量分析工具，主要提供網頁瀏覽器的使用分佈的訊息，其中包括免費的基本方案與付費的進階服務，價格分別為5美元與119美元/月。StatCounter的總部位於都柏林，另外StatCounter約被3%的網站所採用。
Statcounter從300萬個網站中獲得每個月約150億次的點擊量來做網路分析。沒有經過權重的校正來排除以偏概全的問題造成其數據的代表性不足。

網站由奧德罕·卡倫在16歲時創立，並且擔任StatCounter執行長一執至今，隨後在2008年獲得了金蜘蛛獎的網路英雄這個獎項，也獲得了2007年彭博商業周刊年輕歐洲年度企業家這一項殊榮。